# Видоје Благојевић
Видоје Благојевић (Општина Братунац, 22. јун 1950) је пензионисани пуковник Војске Републике Српске и хашки осуђеник за масакр у Сребреници.

## Биографија
Рођен је 22. јуна 1950. године у општини Братунац. У Југословенској народној армији је имао чин потпуковника. Када је почео распад Југославије, 1. јуна 1992. године је постао командант Зворничке пјешадијске бригаде (Дрински корпус) Војске Републике Српске. Неколико мјесеци током 1993. године је обављао дужност начелника Штаба Братуначке лаке пјешадијске бригаде ВРС. Дана 25. маја 1995. године именован је за команданта Братуначке лаке пјешадијске бригаде (2.153 бораца) Војске Републике Српске. Од 6. до 11. јула 1995. је учествовао у војној операцији Криваја 95. До 2001. године је радио у Генералштабу Војске Републике Српске.

## Хашки трибунал
Дана 10. августа 2001. године СФОР је ухапсио Благојевића под оптужбом за геноцид, злочин против човечности и кршење правила вођења рата. Суд у Хагу га је осудио на 18 година затвора 17. јануара 2005. године. Две године касније, 9. маја 2007. смањена му је казна на 15 година.
Дана 27. децембра 2012. Хашки трибунал га је пустио на слободу, после одслужења две трећине казне.